# Ховард, Хильдегард
Хильдегард Ховард (1901—1998) — американская пионер палеоорнитологии. Широко известна как первооткрывательница смоляных ям La Brea в районе Ранчо Ла-Брея. В 1953 стала первой женщиной, награждённой Медалью Брюстера. Первая женщина-президент Southern California Academy of Sciences.

## Биография
Родилась в Вашингтоне, округ Колумбия, а в 1906 году вместе с родителями переехала в Лос-Анджелес. Её отец был сценаристом, а мать музыкантом и композитором. В 1930 вышла замуж за Генри Ансона Вайлда (Henry Anson Wylde; ум. 1984). В 1961 вышла на пенсию, но продолжала заниматься наукой и публиковаться. Всего описала 3 семейства, 13 родов, 57 видов и 2 подвида.